# 寒いね。
「寒いね。」（さむいね）は、スマイレージのメジャー12枚目のシングル。2012年11月28日にアップフロントワークス（hachamaレーベル）から発売された。

## 概要
- メインボーカルは和田彩花、福田花音、竹内朱莉、田村芽実である。
- 表題曲「寒いね。」は、9月29日に行われた横浜BLITZのライブで初披露された[3][4][5][6][7][8]。前作「好きよ、純情反抗期。」から引き続きマイナーコードを用いたシリアス路線だが、今回は本人たちの表題曲としては初めてとなるミディアムバラードの曲調となっている。
- 初回生産限定盤A・B・C・D、通常盤の5形態での発売。
- 初回生産限定盤A・B・CはCD+DVD、初回生産限定盤D・通常盤はCDのみの商品構成。
- 初回生産限定盤のみ、イベント抽選シリアルナンバーカード封入。
- なお、後述する本人たちのDVDシングル単体でのリリースに関しては、この楽曲を以てリリース終了となった。

## 収録曲（全盤共通）
全作詞・作曲：つんく
1. 寒いね。
編曲：大久保薫
2. 私、ちょいとカワイイ裏番長
編曲：板垣祐介
3. 寒いね。（Instrumental）

### 初回生産限定盤A付属DVD
1. 寒いね。（雪に願いを。Ver.）

### 初回生産限定盤B付属DVD
1. 寒いね。（Group Shot Ver.）

### 初回生産限定盤C付属DVD
1. 寒いね。（Group Shot Ver.Ⅱ）

## DVDシングル

### シングルV「寒いね。」

#### 収録曲
1. 寒いね。
2. 寒いね。（Close-up Ver.）
3. メイキング映像

## 参加メンバー
- 1期：和田彩花、福田花音
- 2期：中西香菜、竹内朱莉、勝田里奈、田村芽実

## 参加ミュージシャン
寒いね。
- キーボード&プログラミング：大久保薫
- コーラス：CHINO

私、ちょいとカワイイ裏番長
- プログラミング&ギター：山崎淳
- ギター：鎌田こーじ
- コーラス：福田花音・CHINO・T3's

## カバー
私、ちょいとカワイイ裏番長
- 御堂莉くるみ(きのホ。) feat. 同道公祐 - トリビュートアルバム『シューティング スター』（2024年11月11日発売）に収録。